# Батиста де Абреу, Маркес
Маркес Батиста де Абреу (порт.-браз. Marques Batista de Abreu; род. 12 марта 1973, Гуарульюс, Сан-Паулу) — бразильский футболист, нападающий.

## Карьера
Маркес начал карьеру в клубе «Коринтианс» в возрасте 13 лет. 14 июля 1992 года он дебютировал в основном составе команды в матче Кубка Бразилии с «Америкой» Натал, в котором его команда победила со счётом 3:0. Одновременно футболист играл за молодёжную команду «Коринтианса». В 1994 году Маркес помог команде выиграть Кубок Бандейрантес. Годом позже футболист выиграл чемпионат штата и отпразновал победу в Кубке Бразилии. 18 октября 1995 года Маркес сыграл последнюю встречу за «Коринтианс» против «Сеары» (1:1). Всего за клуб он сыграл 146 матчей и забил 36 голов. В 1996 году нападающий стал игроком «Фламенго», где дебютировал 20 января в матче против «Боруссии» в розыгрыше Евроамериканского кубка (1:0). 10 марта он забил первый мяч за клуб, поразив ворота «Насьонал Фаст Клуба» (2:0). В том же году он помог команде выиграть и Кубка Гуанабара, и Трофея Рио. Победить в чемпионате штата Рио-да-Жанейро и завоевать Золотой Кубок. 9 ноября Маркес провёл последний матч за «Фламенго» против «Коритибы» (0:0). Всего за клуб он сыграл 66 матчей и забил 12 голов.
В 1997 году Маркес перешёл в клуб «Сан-Паулу». 28 января он сыграл первый матч за клуб против своего бывшего клуба «Фламенго» (0:1). Всего в составе команды он сыграл 26 матчей и забил 3 гола. Последней встречей за клуб стал матч 21 июня также против «Фламенго» (2:2), в котором футболист забил два гола. В середине сезона Маркес был арендован клубом «Атлетико Минейро». Он дебютировал в составе команды 10 июля в матче с «Палмейрасом». 27 июля он забил первый мяч в составе команды, поразив ворота «Гояса» (2:1). В первом же сезоне Маркес помог клубу выиграть Кубок КОНМЕБОЛ. По окончании сезона контракт нападающего был выкуплен. Годом позже футболист стал лучшим бомбардиром чемпионата штата Минас-Жерайс с 13 голами. В 1999 году Маркес помог клубу выиграть чемпионат штата, а также вошёл в символическую сборную чемпионата Бразилии. В 2000 году он выиграл ещё один титул чемпиона штата. 
В 2003 году Маркес перешёл в «Васко да Гаму», с которой выиграл ещё один титул сильнейшей команды штата Рио-де-Жанейро. Летом того же года Маркес стал игроком японской команды «Нагоя Грампус Эйт». 2 июля он дебютировал в составе команды в матче Кубка Джей-Лиги с клубом «Оита Тринита» (1:1). В «Нагое» бразилец играл на протяжении трёх сезонов, проведя 75 матчей и забив 33 гола. Затем Маркес возвратился в «Атлетико Минейро», где выступал два сезона. В первом из них клуб вылетел в Серию В чемпионата Бразилии. В 2006 году Маркес опять уехал в Японию, присоединившись к клубу «Иокогама Ф. Маринос». Там он играл два сезона, проведя 40 матчей и забив 5 голов. После этого нападающий снова стал игроком «Атлетико Минейро». В 2010 году Маркес в третий раз выиграл титул сильнейшей команды штата. В финальной игре турнира против «Ипатинги» футболист забил один из голов, принёсший «Атлетико» победу. Этот гол стал последним для Маркеса в его карьере. 5 мая нападающий провёл свой последний матч, в котором его клуб проиграл «Сантосу» со счётом 1:3. Всего за годы в «Атлетико» футболист сыграл 386 матчей и забил 133 гола. За достижения в футболе Маркес был награждён званием почётного гражданина штата Минас-Жерайс.
Завершив игровую карьеру, Маркес решил уйти в политику. В 2010 году он баллотировался от Бразильской рабочей партии в парламент штата Минас-Жерайс. Набрав около 150 тысяч голосов, Маркес стал членом парламента. Одним из его достижений стало лишение двух депутатов парламентских мандатов за злопотребление должностными полномочиями. В октябре 2014 года он баллотировался в федеральный парламент от штата Минас-Жерайс, но набрать необходимое количество голосов не смог. В декабре 2017 года Маркес стал руководителем молодёжного сектора «Атлетико Минейро». 30 ноября 2018 года он был назначен на пост спортивного директора клуба. Он покинул должность в феврале 2020 года. В феврале 2022 года Маркес стал директором футзального команды «Минас Тенис Клуба» и членом совета директоров всей спортивной организации.

## Статистика

### Клубная
| Сезон | Клуб                | Лига      | Чемпионат | Чемпионат | Кубок | Кубок | Чемпионат штата | Чемпионат штата | Международные | Международные | Прочие | Прочие | Всего | Всего |
| Сезон | Клуб                | Лига      | Игры      | Голы      | Игры  | Голы  | Игры            | Голы            | Игры          | Голы          | Игры   | Голы   | Игры  | Голы  |
| ----- | ------------------- | --------- | --------- | --------- | ----- | ----- | --------------- | --------------- | ------------- | ------------- | ------ | ------ | ----- | ----- |
| 1992  | Коринтианс          | Серия А   | 0         | 0         | 1     | 0     | 2               | 0               | 0             | 0             | 1      | 0      | 4     | 0     |
| 1993  | Коринтианс          | Серия А   | 1         | 0         | 0     | 0     | 21              | 1               | 0             | 0             | 0      | 0      | 22    | 1     |
| 1994  | Коринтианс          | Серия А   | 26        | 8         | 4     | 1     | 28              | 7               | 4             | 2             | 9      | 8      | 71    | 26    |
| 1995  | Коринтианс          | Серия А   | 9         | 1         | 4     | 2     | 33              | 6               | 1             | 0             | 2      | 0      | 49    | 9     |
| 1996  | Фламенго            | Серия А   | 19        | 4         | 7     | 1     | 18              | 4               | 6             | 0             | 13     | 1      | 63    | 10    |
| 1997  | Сан-Паулу           | Серия А   | 0         | 0         | 2     | 0     | 18              | 1               | 0             | 0             | 6      | 2      | 26    | 3     |
| 1997  | Атлетико Минейро    | Серия А   | 25        | 6         | 0     | 0     | 0               | 0               | 10            | 4             | 0      | 0      | 35    | 10    |
| 1998  | Атлетико Минейро    | Серия А   | 21        | 8         | 5     | 2     | 19              | 13              | 5             | 0             | 1      | 0      | 51    | 23    |
| 1999  | Атлетико Минейро    | Серия А   | 26        | 8         | 3     | 3     | 12              | 7               | 1             | 0             | 11     | 8      | 53    | 26    |
| 2000  | Атлетико Минейро    | Серия А   | 18        | 4         | 5     | 0     | 12              | 7               | 18            | 3             | 5      | 1      | 58    | 15    |
| 2001  | Атлетико Минейро    | Серия А   | 26        | 16        | 3     | 2     | 10              | 2               | —             | —             | 12     | 6      | 51    | 26    |
| 2002  | Атлетико Минейро    | Серия А   | 23        | 8         | 6     | 4     | 3               | 1               | —             | —             | 17     | 2      | 49    | 15    |
| 2003  | Васко да Гама       | Серия А   | 11        | 1         | 5     | 2     | 6               | 2               | —             | —             | 0      | 0      | 22    | 5     |
| 2003  | Нагоя Грампус Эйт   | Джей-Лига | 19        | 5         | 1     | 0     | —               | —               | —             | —             | 4      | 0      | 24    | 5     |
| 2004  | Нагоя Грампус Эйт   | Джей-Лига | 29        | 17        | 1     | 1     | —               | —               | —             | —             | 7      | 5      | 37    | 23    |
| 2005  | Нагоя Грампус Эйт   | Джей-Лига | 11        | 3         | 0     | 0     | —               | —               | —             | —             | 3      | 2      | 14    | 5     |
| 2005  | Атлетико Минейро    | Серия А   | 30        | 10        | 0     | 0     | 0               | 0               | —             | —             | 0      | 0      | 30    | 10    |
| 2006  | Атлетико Минейро    | Серия В   | 0         | 0         | 0     | 0     | 4               | 0               | —             | —             | 1      | 0      | 5     | 0     |
| 2006  | Иокогама Ф. Маринос | Джей-Лига | 19        | 2         | 3     | 1     | —               | —               | —             | —             | 2      | 1      | 24    | 4     |
| 2007  | Иокогама Ф. Маринос | Джей-Лига | 12        | 0         | 1     | 0     | —               | —               | —             | —             | 3      | 1      | 16    | 1     |
| 2008  | Атлетико Минейро    | Серия А   | 21        | 4         | 4     | 1     | 9               | 0               | 1             | 1             | 3      | 0      | 38    | 6     |
| 2009  | Атлетико Минейро    | Серия А   | 2         | 0         | 0     | 0     | 0               | 0               | 0             | 0             | 0      | 0      | 2     | 0     |
| 2010  | Атлетико Минейро    | Серия А   | 0         | 0         | 4     | 1     | 9               | 1               | 0             | 0             | 1      | 0      | 14    | 2     |

1. ↑  В графу «Прочие» входят матчи турнира Рио-Сан-Паулу, Кубка Бандейрантес[порт.], Кубка Чудесного города[порт.], Евроамериканского кубка[порт.], Кубка чемпионов мира по футболу в Бразилии[порт.], Кубка Центрально-западного региона[порт.], Кубка Сул-Минас, Кубка Джей-Лиги

### Международная
| Матчи Маркеса за сборную Бразилии | Матчи Маркеса за сборную Бразилии | Матчи Маркеса за сборную Бразилии | Матчи Маркеса за сборную Бразилии | Матчи Маркеса за сборную Бразилии | Матчи Маркеса за сборную Бразилии | Матчи Маркеса за сборную Бразилии |
| --------------------------------- | --------------------------------- | --------------------------------- | --------------------------------- | --------------------------------- | --------------------------------- | --------------------------------- |
| №                                 | Дата                              | Место проведения                  | Оппонент                          | Счёт                              | Голы                              | Турнир                            |
| 1                                 | 23 декабря 1994                   | Порту-Алегри                      | Югославия                         | 2:0                               | —                                 | Товарищеский матч                 |
| 2                                 | 27 сентября 1995                  | Белу-Оризонти                     | Румыния                           | 2:2                               | 1                                 | Товарищеский матч                 |
| 3                                 | 27 марта 1996                     | Сан-Жозе-ду-Риу-Прету             | Гана                              | 8:2                               | 2                                 | Товарищеский матч                 |
| 4                                 | 26 июня 1996                      | Кариасика                         | Польша                            | 3:1                               | —                                 | Товарищеский матч                 |
| 5                                 | 18 июля 2000                      | Асунсьон                          | Парагвай                          | 1:2                               | —                                 | квалификация чемпионата мира      |
| 6                                 | 26 июля 2000                      | Сан-Паулу                         | Аргентина                         | 3:1                               | —                                 | квалификация чемпионата мира      |
| 7                                 | 15 августа 2000                   | Сантьяго                          | Чили                              | 0:3                               | —                                 | квалификация чемпионата мира      |
| 8                                 | 3 сентября 2000                   | Рио-де-Жанейро                    | Боливия                           | 5:0                               | —                                 | квалификация чемпионата мира      |
| 9                                 | 8 октября 2000                    | Маракайбо                         | Венесуэла                         | 6:0                               | —                                 | квалификация чемпионата мира      |
| 10                                | 15 ноября 2000                    | Сан-Паулу                         | Колумбия                          | 1:0                               | —                                 | квалификация чемпионата мира      |
| 11                                | 31 января 2002                    | Гояния                            | Боливия                           | 6:0                               | —                                 | Товарищеский матч                 |
| 12                                | 6 февраля 2002                    | Эр-Рияд                           | Саудовская Аравия                 | 1:0                               | —                                 | Товарищеский матч                 |
| 13                                | 7 марта 2002                      | Куяба                             | Исландия                          | 6:1                               | —                                 | Товарищеский матч                 |

## Достижения

### Командные
- Чемпион штата Сан-Паулу: 1995
- Обладатель Кубка Бразилии: 1995
- Чемпион штата Рио-да-Жанейро: 1996, 2003
- Обладатель Золотого Кубка: 1996
- Обладатель Кубка Гуанабара: 1996, 2003
- Обладатель Трофея Рио: 1996, 2003
- Обладатель Кубка КОНМЕБОЛ: 1997
- Чемпион штата Минас-Жерайс: 1999, 2000, 2010

### Личные
- Лучший бомбардир чемпионата штата Минас-Жерайс: 1998 (13 голов)
- Обладатель Серебряного мяча Бразилии: 1999, 2001